# Grimmia rupestris
Grimmia rupestris là một loài Rêu trong họ Grimmiaceae. Loài này được (Hook. f. & Wilson) Müll. Hal. mô tả khoa học đầu tiên năm 1849.